# General Theological Seminary
Le General Theological Seminary of the Episcopal Church (Séminaire théologique général de l'église épiscopale) ou GTS est un établissement privé d'enseignement supérieur religieux de New York, situé dans le quartier de Chelsea à Manhattan. Le GTS est le plus ancien séminaire de l'Église épiscopalienne des États-Unis et constitue même le plus ancien séminaire encore existant de la Communion anglicane. À la base, l'établissement a vocation à former des étudiants pour rentrer dans les ordres de l'Église épiscopale, mais il propose également des programmes de doctorats.